# Murazzi del Po

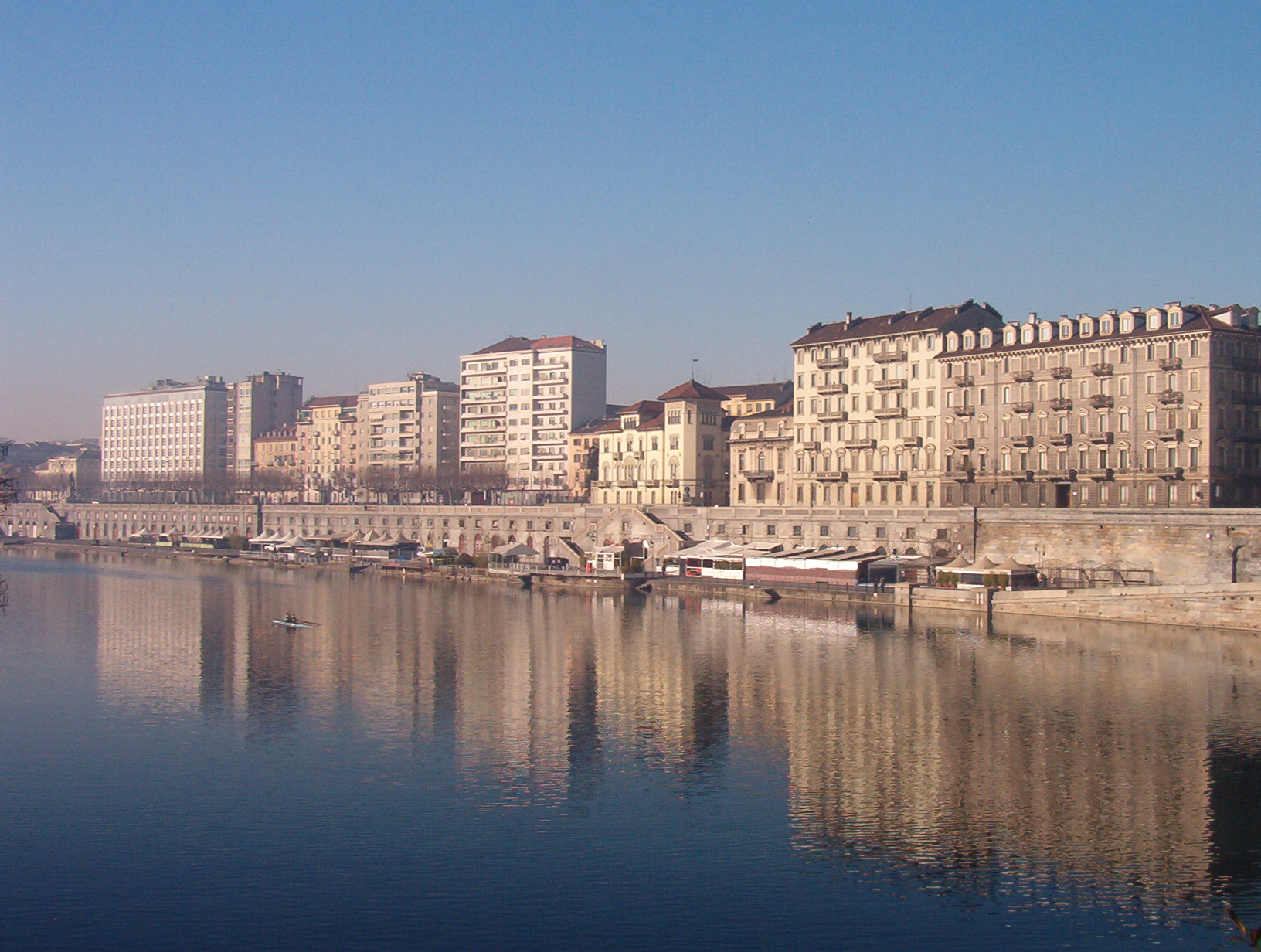
Immagine dei Murazzi

I Murazzi (ij Murass in lingua piemontese) sono un complesso di approdi, arcate e rimesse delle barche localizzato sulla sponda ovest del Po, in prossimità del centro storico di Torino. L'origine del nome è collegata agli imponenti argini (muri) costruiti nel corso del XIX secolo per preservare la città dalle piene del fiume.

## Storia

### Origine e sviluppo
Il primo tratto dei "Muri", tra corso Cairoli e lungo Po Diaz, fu costruito tra il 1833 e il 1835, su progetto di Carlo Bernardo Mosca, in variante e aggiunta al progetto originario del 1808-1809 di Joseph La Ramée Pertinchamp. Il tratto successivo, accanto al Lungo Po Cadorna, venne realizzato tra il 1872 e il 1877, in concomitanza con l'abbattimento del fatiscente e insalubre Borgo del Moschino.
Fino agli anni cinquanta del XX secolo, i locali ricavati all'interno di questi margini erano utilizzati per il rimessaggio delle barche da pesca. Nel successivo ventennio, l'inquinamento fluviale ha portato al progressivo abbandono della zona da parte dei pescatori: questa situazione ha determinato una forte dequalificazione dell'area.

### Dagli anni settanta del Novecento ad oggi
A partire dalla seconda metà degli anni settanta, fu intrapresa una politica di forte rilancio dell'area, operando in diverse direzioni:
- la concessione di licenze per l'apertura di locali, in grado di attirare nella zona popolazione giovanile anche nelle ore notturne;
- la creazione di un servizio stabile di navigazione sul fiume Po, avente uno degli imbarchi proprio ai Murazzi;
- la creazione di una ronda notturna di polizia operante fino all'alba.

Nel giro di pochi anni, i Murazzi sono quindi diventati uno dei luoghi della movida torinese e di aggregazione giovanile fra i più importanti della città, raggiungendo anche fama internazionale.
Nel 2012 una inchiesta della Magistratura torinese ha portato alla progressiva chiusura della maggior parte dei locali e delle birrerie presenti nei due lati dei Murazzi, per varie irregolarità amministrative e igienico-sanitarie, chiusura che perdura per la maggior parte di essi ancora nell'anno 2022.
Nel 2014 la Commissione Toponomastica comunale ha deliberato l'intitolazione dei tratti dei Murazzi a nord e a sud del ponte Vittorio Emanuele I rispettivamente ai cantautori torinesi Fred Buscaglione e Gipo Farassino: la cerimonia di intitolazione si è svolta il 28 settembre 2017, alla presenza delle autorità cittadine e dei familiari.
Nel giugno del 2018 ha riaperto il primo locale delle arcate, un ristorante nippo-brasiliano.
Il 20 gennaio 2020, dopo aver risolto una serie di problematiche relative alla sicurezza dell'area, il sindaco Chiara Appendino annuncia l'avvio dei lavori per la completa riapertura che sarebbe dovuta avvenire la stessa estate, subendo però ritardi a causa della pandemia di COVID-19.
Nel 2022 all'incirca la metà delle arcate dei Magazzini Devalle, sul lato destro dei Murazzi, riaprirà al pubblico con attività di somministrazione.